# T.N.T. (canção)

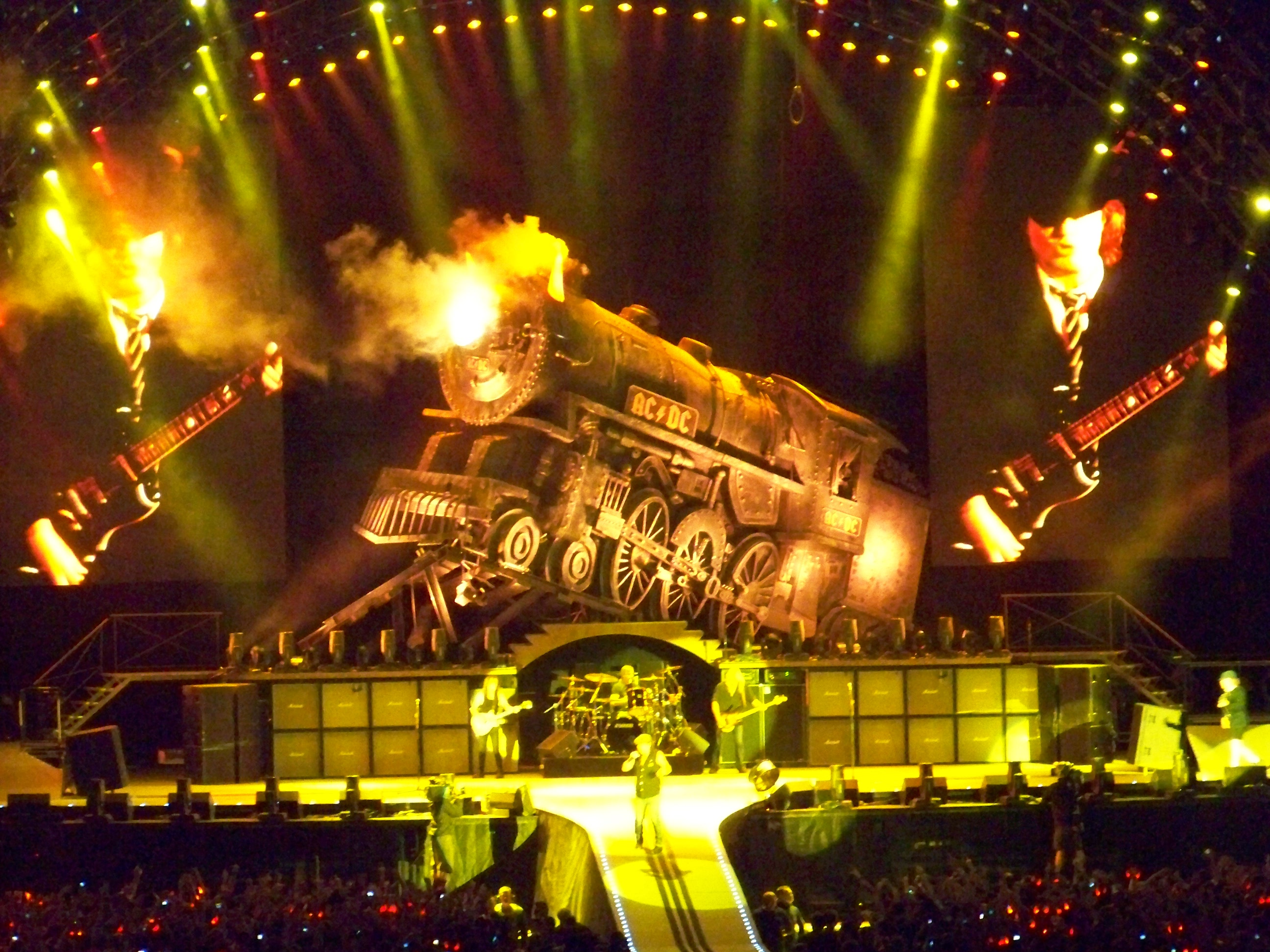
Apresentação da banda AC/DC

T.N.T, é uma canção da banda australiana de rock and roll, AC/DC. É a quinta faixa do álbum T.N.T., produzido pela banda no ano de 1975, com as versões nacionais (Somente na Austrália) e internacionais. Todas as músicas do álbum foram compostas pelos irmãos guitarristas, Angus Young e Malcolm Young, além do vocalista Bon Scott. Alcançou a 11ª colocação Australian Kent Music Report australiano. A faixa figurou na trilha sonora do jogo eletrônico Tony Hawk's Pro Skater 4 e foi regravada pela banda estadunidense de thrash metal Anthrax, em seu EP Anthems.

## Créditos
- Bon Scott – vocais
- Angus Young – guitarra
- Malcolm Young – guitarra e segunda voz
- Mark Evans – baixo e segunda voz
- Phil Rudd – bateria